# Salvador Araneta

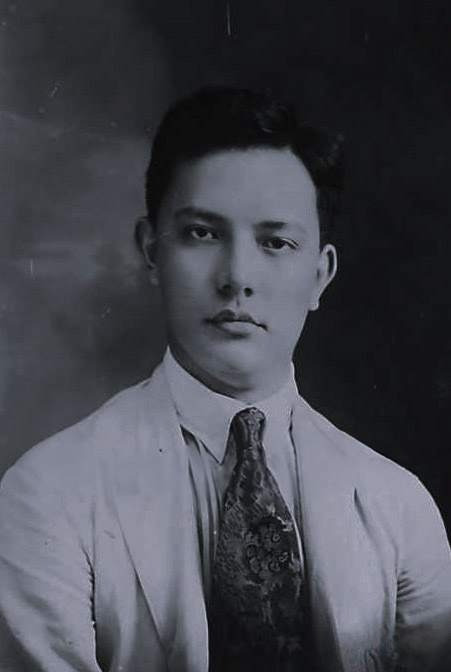
Salvador Araneta

Salvador Z. Araneta (Manilla, 31 januari 1902 – 7 oktober 1982) was een Filipijns advocaat, zakenman, bestuurder en politicus. Araneta was minister in de kabinetten van president Elpidio Quirino en diens opvolger Ramon Magsaysay en oprichter van de Gregorio Araneta University Foundation en de FEATI University.

## Biografie
Salvador Araneta werd geboren op 31 januari 1902 in Manilla. Zijn ouders waren Carmen Zaragoza en Gregorio Araneta, een advocaat, rechter, topambtenaar en minister. Salvador behaalde een Bachelor of Arts-diploma aan de Ateneo de Manila en een Master of Laws-diploma aan de University of Santo Tomas. In 1921 en 1922 studeerde hij aan Harvard Law School in de Verenigde Staten. Van 1923 tot 1930 werkte hij als advocaat op het advocatenkantoor van zijn vader. Na diens dood was hij tot 1941 partner van het advocatenkantoor Araneta, de Joya, Zaragoza, and Araneta. In 1934 was Araneta een van de afgevaardigden op de constitutionele conventie, hetgeen leidde tot de Filipijnse Grondwet van 1935.
In 1946 richtte hij samen met zijn broers het Araneta Institute of Agriculture op. Van 1955 tot zijn pensionering in 1970 was hij bovendien president van dit instituut dat in die periode de status van universiteit kreeg toegekend. Daarnaast richtte hij in 1946, samen met zijn vrouw, ook de FEATI University op. Hij was tevens de eerste president van deze onderwijsinstelling tot hij in 1950 hij door president Elpidio Quirino werd aangesteld als minister van Economische Coördinatie. Na een jaar nam hij op 18 januari 1951 ontslag wegens meningsverschillen over het te volgen suikerexportbeleid. Quirino's opvolger Ramon Magsaysay benoemde hem in 1953 tot minister van Landbouw en Natuurlijke Hulpbronnen. In 1955 nam hij ontslag na meningsverschillen over het te volgen beleid. In 1971 was Areneta opnieuw afgevaardigde aan de constitutionele conventie. Naast zijn politieke carrière was Araneta tevens zakenman. Zo richtte hij in 1952 het familiebedrijf van de Araneta's op, genaamd Gregorio Araneta, Inc. en was tot 1955 tevens de eerste president daarvan. Samen met zijn vrouw en enkele vrienden richtte hij in 1958 de Republic Flour Mills op. Deze meelfabriek ontwikkelde zich in de loop der jaren tot een grote voedselproducent en heet tegenwoordig RFM Corporation.
Araneta overleed in 1982 op 80-jarige leeftijd. Hij was getrouwd met Victoria Lopez-Araneta en had vijf dochters. Zijn dochter Maria Victoria trouwde met Jose Concepcion